# Детское Евровидение — 2015
Детский конкурс песни Евровидение 2015 (англ. Junior Eurovision Song Contest 2015, болг. Детски песенен конкурс Евровизия 2015) — 13-й детский конкурс песни Евровидение, который прошёл в Софии, столице Болгарии, 21 ноября 2015 года. Несмотря на то, что прошлогодний конкурс, который прошёл на Мальте, выиграл 14-летний дебютант — представитель Италии Винченцо Кантьелло, страна-победитель организовывать у себя конкурс 2015 года не решилась.
Болгарский национальный телеканал БНТ выступил вещателем и организатором данного события. В этом году на конкурсе дебютировали две страны — Ирландия и Австралия. После двухлетнего перерыва вернулась Албания, а также Северная Македония, не участвовавшая в прошлом году. В итоге в Детском Евровидении 2015 приняли участие 17 стран. Хорватия из-за неудачного выступления в 2014 году решила отказаться от участия в конкурсе. Не принял участия из-за финансовых трудностей и Кипр. А Швеция заявила о своей незаинтересованности в дальнейшем участии.
Победителем конкурса стала Дестини Чукуньере с Мальты с песней «Not My Soul». Это уже вторая победа этой страны на конкурсе, причём с абсолютным рекордом по количеству набранных баллов. До этого рекорд принадлежал Марии Исабель из Испании, которая в 2004 году набрала 171 балл. Второе место в этом году занял Мика из Армении, а третье — Лина Кудузович из Словении.

## Выбор организатора и место проведения
После победы Италии на «Детском Евровидении-2014», Европейский вещательный союз дал право первого выбора на проведение конкурса следующего года итальянской телерадиокомпании. Но 15 января 2015 года телеканал отказался принимать конкурс, из-за экономических вопросов и организации других событий мирового уровня, таких как «MTV Europe Music Awards 2015» и всемирная выставка «Экспо-2015». В тот же день ЕВС получили заявки на проведение от Болгарии и Мальты, которые заняли второе и четвёртое места на конкурсе в 2014 году соответственно.
26 января 2015 года стало известно, что Болгария примет конкурс 2015 года. 30 марта 2015 года вещательная компания БНТ решили провести конкурс в столице Болгарии — Софии. Ареной конкурса станет концертно-спортивный комплекс Армеец. Общая вместимость зала составляет 15 000 человек. Ранее (18 февраля 2015 года) исполнительный супервайзер конкурса Владислав Яковлев с командой болгарского телевидения посетили две площадки, которые могли бы провести конкурс этого года.
| Город | Арена                          | Вместимость | Примечание                                                                           |
| ----- | ------------------------------ | ----------- | ------------------------------------------------------------------------------------ |
| София | «Национальный дворец культуры» | 3 880       | Крупнейший многофункциональный конференц-и выставочный центр в юго-восточной Европе. |
| София | «Армеец-Арена»                 | 12 395      | Многофункциональный спортивно-концертный комплекс в Софии.                           |

## Визуальный дизайн конкурса

### Логотип и слоган
22 мая 2015 года на пресс-конференции в Вене Европейский Вещательный Союз (EBU) и Болгарское национальное телевидение (БНТ) представили слоган — хештэг #Discover, что в переводе означает #Открывай. 23 июня 2015 года в офисе БНТ прошла встреча с представителями EBU, по итогам которой был представлен логотип конкурса на основе одуванчика.
«Источником вдохновения для нас послужила прекрасная болгарская природа. Этот логотип показывает, что болгарские дети — семена будущего, отправляющиеся из безопасности традиций исследовать и открывать новое будущее для себя и для всех нас».Вера Анкова, директор БНТ.

### Сцена

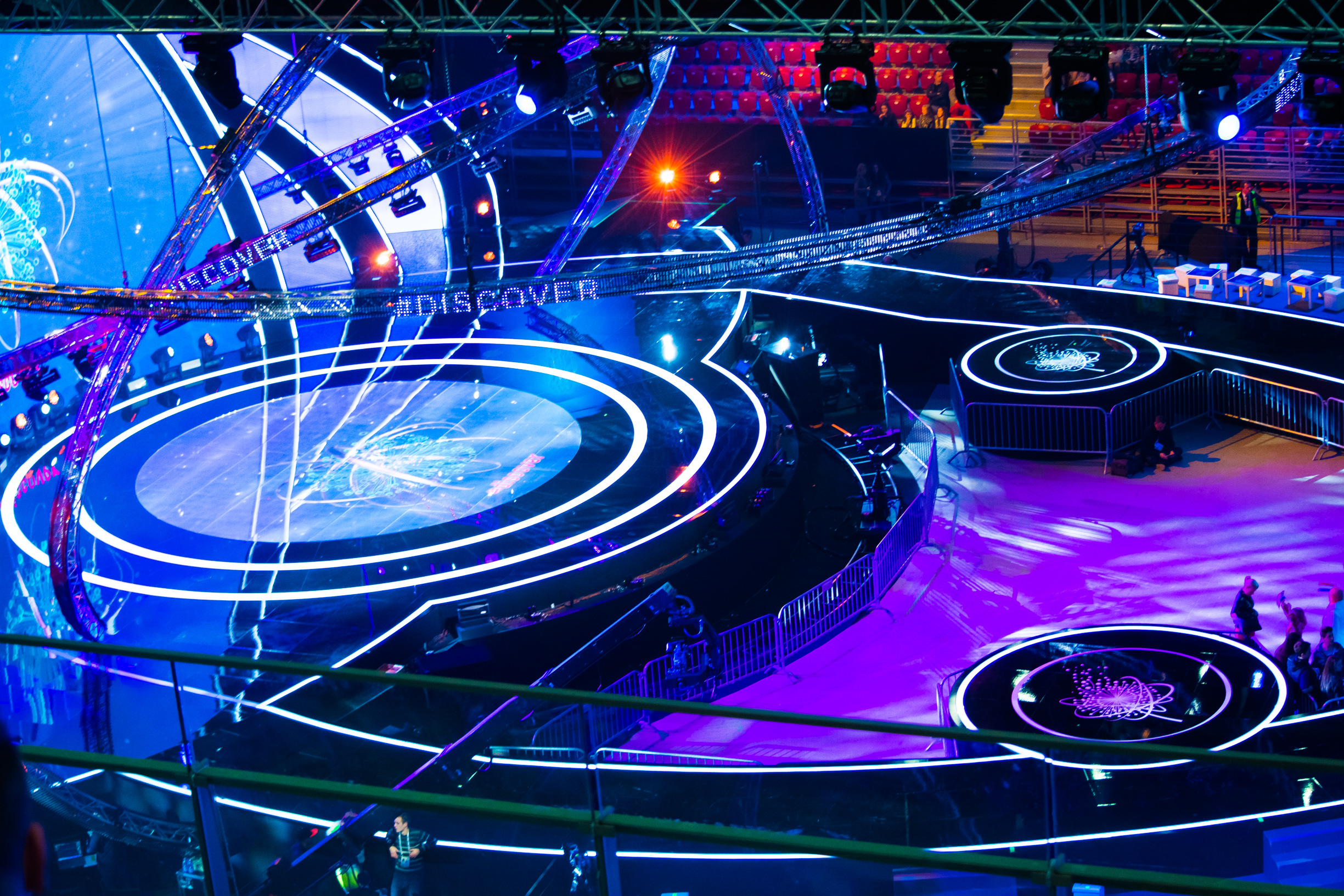
Сцена Детского Евровидения 2015

10 октября 2015 года национальный вещатель БНТ представил будущий макет сцены. Сцена включает в себя логотип текущего конкурса — одуванчик. Он будет состоять из различных светодиодных ламп. Будет установлено два больших экрана рядом со сценой, которые будут показывать происходящее на сцене. Задняя часть сцены будет состоят из трёх полукруглых LED-экранов. Сцена будет окружена зрителями, которые могут смотреть шоу стоя. В этом году Гринрум будет находиться внутри зала.

## Формат

### Ведущий

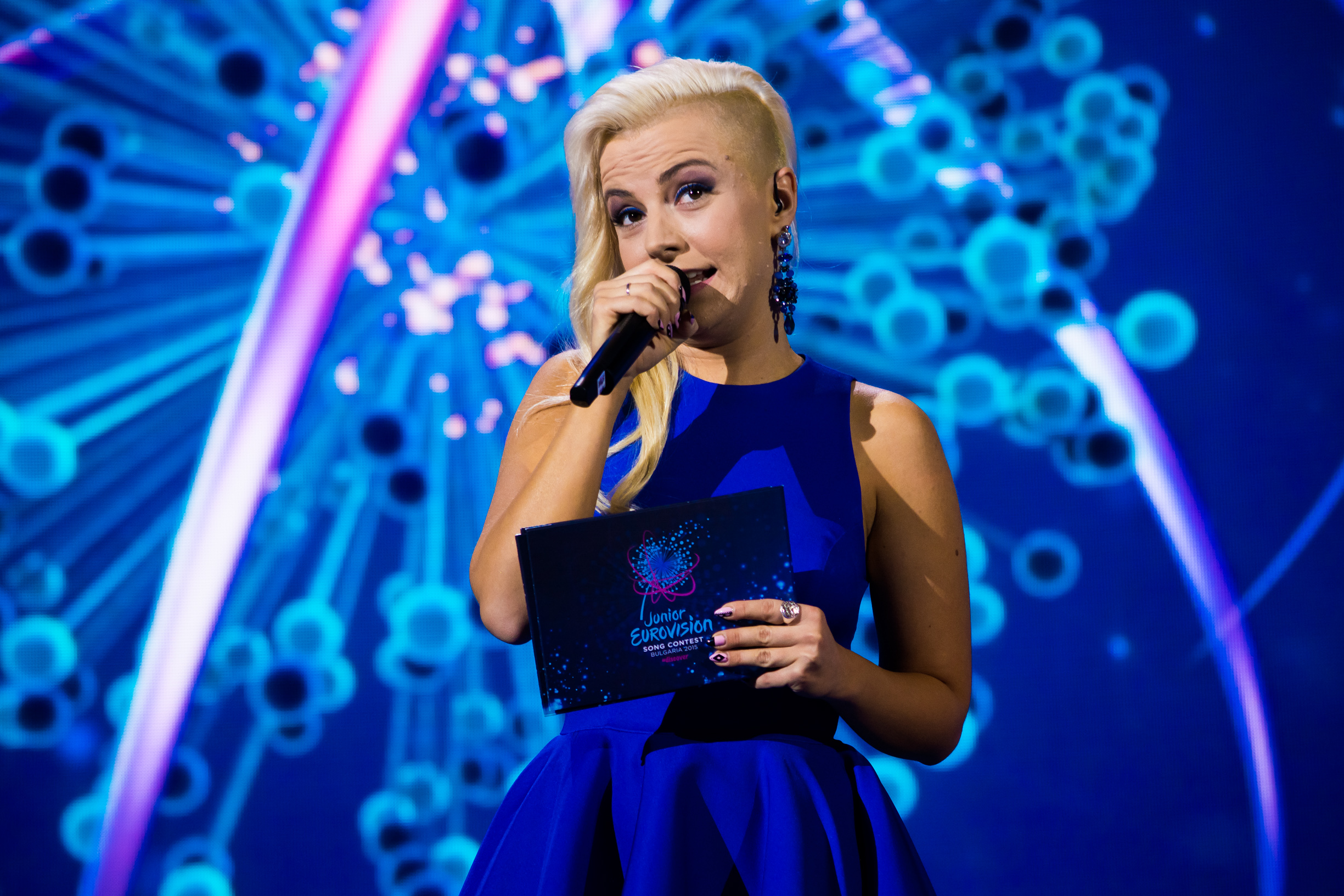
Поли Генова, ведущая Детского Евровидения 2015

14 октября 2015 года были названы имена тех, кто может стать ведущим конкурса. Ими стали Орлин Павлов, Каффе, Поли Генова и Джоана Драгнева. 21 октября стало известно, что в итоге выбор пал на Поли Генову. Она известна в Европе, поскольку представляла свою страну на Евровидении 2011.

### Церемония открытия
15 ноября 2015 года должна была состояться торжественная церемония открытия конкурса в Национальном дворце культуры. Но 14 ноября болгарский вещатель BNT сообщил о переносе церемонии на следующую неделю, чтобы почтить память жертв террористической атаки в Париже. В связи с этим 15 ноября прошла лишь жеребьевка стран-участниц. Система жеребьевки осталась прежней. Сначала случайным образом определяется номер выступления хозяйки конкурса, Болгарии. Так же случайно определяются первый и последний участники. Для оставшихся 14 стран случайным же образом определяется, в какой половине они будут выступать, в первой или второй. После этого организаторы окончательно определяют порядок выступления.
Ведущей церемонии, которая в итоге прошла 17 ноября, стала Джоана Драгнева. Также в ней приняли участие Максим Моравский (16-летний чемпион Болгарии по битбоксу), ученики Национальной школы танцевальных искусств, а группа «Бон-Бон» вместе с Поли Геновой и Крисией Тодоровой исполнила песню #Discover, ставшую гимном конкурса этого года.

## Участники
| №  | Страна                    | Язык                      | Артист                                 | Песня            | Перевод         | Очки | Место |
| -- | ------------------------- | ------------------------- | -------------------------------------- | ---------------- | --------------- | ---- | ----- |
| 01 | Сербия                    | Сербский                  | Лена Стаменкович                       | «Ленина песма»   | «Ленина песня»  | 79   | 7     |
| 02 | Грузия                    | Грузинский                | «The Viruses»                          | «Gabede»         | «Дерзай»        | 51   | 10    |
| 03 | Словения                  | Словенский, английский    | Лина Кудузович                         | «Prva ljubezen»  | «Первая любовь» | 112  | 3     |
| 04 | Италия                    | Итальянский               | Кьяра и Мартина Скарпари               | «Viva»           | «Живи»          | 34   | 16    |
| 05 | Нидерланды                | Нидерландский, английский | Шалиса Ван Дер Лаан                    | «Million Lights» | «Миллион огней» | 35   | 15    |
| 06 | Австралия                 | Английский                | Белла Пейдж                            | «My Girls»       | «Мои девочки»   | 64   | 8     |
| 07 | Ирландия                  | Ирландский                | Эми Бейнкс                             | «Réalta na Mara» | «Звезда моря»   | 36   | 12    |
| 08 | Россия                    | Русский, английский       | Михаил Смирнов                         | «Мечта»          | —               | 80   | 6     |
| 09 | Северная Македония        | Македонский               | Ивана Петковска и Магдалена Алексовска | «Pletenka»       | «Сеть»          | 26   | 17    |
| 10 | Беларусь                  | Русский, английский       | Руслан Асланов                         | «Волшебство»     | —               | 105  | 4     |
| 11 | Армения                   | Армянский, английский     | Майкл Варосян(Mika)                    | «Love»           | «Любовь»        | 176  | 2     |
| 12 | Украина                   | Украинский, английский    | Анна Тринчер                           | «Почни з себе»   | «Начни с себя»  | 38   | 11    |
| 13 | Болгария (страна-хозяйка) | Болгарский                | Габриела Иорданова и Иван Стоянов      | «Colour of Hope» | «Цвет надежды»  | 62   | 9     |
| 14 | Сан-Марино                | Итальянский, английский   | Камилла Исмаилова                      | «Mirror»         | «Зеркало»       | 36   | 14    |
| 15 | Мальта                    | Английский                | Дестини Чукуньере                      | «Not My Soul»    | «Не моя душа»   | 185  | 1     |
| 16 | Албания                   | Албанский                 | Микаела Рапо                           | «Dambaje»        | «Латино»        | 93   | 5     |
| 17 | Черногория                | Черногорский              | Джана Миркович                         | «Oluja»          | «Шторм»         | 36   | 13    |

## Результаты
В начале оглашения результатов голосования каждая участвующая страна получила по 12 баллов от Европейского Вещательного Союза.
| Финал оценки жюри / зрительское голосование | Финал оценки жюри / зрительское голосование | Финал оценки жюри / зрительское голосование | Финал оценки жюри / зрительское голосование | Финал оценки жюри / зрительское голосование |
| Место                                       | Телезрители                                 | Очки                                        | Жюри                                        | Очки                                        |
| ------------------------------------------- | ------------------------------------------- | ------------------------------------------- | ------------------------------------------- | ------------------------------------------- |
| 1                                           | Мальта                                      | 143                                         | Мальта                                      | 157                                         |
| 2                                           | Армения                                     | 134                                         | Армения                                     | 149                                         |
| 3                                           | Словения                                    | 98                                          | Беларусь                                    | 101                                         |
| 4                                           | Албания                                     | 86                                          | Словения                                    | 77                                          |
| 5                                           | Болгария                                    | 77                                          | Сербия                                      | 73                                          |
| 6                                           | Россия                                      | 65                                          | Албания                                     | 69                                          |
| 7                                           | Беларусь                                    | 61                                          | Австралия                                   | 67                                          |
| 8                                           | Сербия                                      | 53                                          | Россия                                      | 57                                          |
| 9                                           | Сан-Марино                                  | 51                                          | Нидерланды                                  | 53                                          |
| 10                                          | Ирландия                                    | 43                                          | Италия                                      | 43                                          |
| 11                                          | Грузия                                      | 41                                          | Грузия                                      | 40                                          |
| 12                                          | Украина                                     | 35                                          | Черногория                                  | 21                                          |
| 13                                          | Австралия                                   | 32                                          | Украина                                     | 19                                          |
| 14                                          | Черногория                                  | 23                                          | Ирландия                                    | 19                                          |
| 15                                          | Северная Македония                          | 22                                          | Сан-Марино                                  | 15                                          |
| 16                                          | Италия                                      | 13                                          | Болгария                                    | 14                                          |
| 17                                          | Нидерланды                                  | 9                                           | Северная Македония                          | 12                                          |

| Порядок голосования: 50% жюри и телеголосование 100% голосование от жюри | Порядок голосования: 50% жюри и телеголосование 100% голосование от жюри | Результаты голосования | Результаты голосования | Результаты голосования | Результаты голосования | Результаты голосования | Результаты голосования | Результаты голосования | Результаты голосования | Результаты голосования | Результаты голосования | Результаты голосования | Результаты голосования | Результаты голосования | Результаты голосования | Результаты голосования | Результаты голосования | Результаты голосования | Результаты голосования | Результаты голосования | Результаты голосования | Результаты голосования | Результаты голосования |
| Порядок голосования: 50% жюри и телеголосование 100% голосование от жюри | Порядок голосования: 50% жюри и телеголосование 100% голосование от жюри | Всего                  | Детское жюри           | Сербия                 | Грузия                 | Словения               | Италия                 | Нидерланды             | Австралия              | Ирландия               | Россия                 | Сев. Македония         | Беларусь               | Армения                | Украина                | Болгария               | Сан-Марино             | Мальта                 | Албания                | Черногория             |                        |                        |                        |
| Участники                                                                | Сербия                                                                   | 79                     | 4                      |                        |                        | 7                      |                        | 4                      | 2                      | 3                      | 5                      | 12                     | 4                      | 4                      |                        | 5                      | 5                      |                        |                        | 12                     |                        |                        |                        |
| Участники                                                                | Грузия                                                                   | 51                     |                        | 3                      |                        |                        |                        |                        |                        | 4                      | 1                      |                        | 5                      | 8                      | 5                      |                        |                        | 1                      | 8                      | 4                      |                        |                        |                        |
| Участники                                                                | Словения                                                                 | 112                    | 6                      | 6                      | 5                      |                        | 7                      | 8                      | 6                      | 6                      | 8                      | 1                      | 8                      | 10                     | 10                     | 8                      | 6                      | 3                      |                        | 2                      |                        |                        |                        |
| Участники                                                                | Италия                                                                   | 34                     |                        | 2                      |                        |                        |                        |                        |                        |                        |                        |                        |                        | 3                      |                        |                        |                        | 12                     | 4                      | 1                      |                        |                        |                        |
| Участники                                                                | Нидерланды                                                               | 35                     | 1                      |                        | 6                      | 5                      | 1                      |                        | 4                      |                        |                        |                        |                        |                        |                        | 4                      | 2                      |                        |                        |                        |                        |                        |                        |
| Участники                                                                | Австралия                                                                | 64                     | 7                      |                        | 7                      |                        | 3                      | 3                      |                        | 2                      | 3                      | 2                      | 1                      | 1                      | 2                      |                        | 3                      | 10                     | 5                      | 3                      |                        |                        |                        |
| Участники                                                                | Ирландия                                                                 | 36                     |                        |                        | 2                      | 4                      |                        | 2                      | 5                      |                        | 2                      |                        |                        |                        |                        | 2                      | 1                      | 6                      |                        |                        |                        |                        |                        |
| Участники                                                                | Россия                                                                   | 80                     | 5                      | 7                      |                        | 6                      | 4                      | 6                      | 1                      |                        |                        | 3                      | 7                      | 7                      | 4                      | 7                      | 8                      |                        | 3                      |                        |                        |                        |                        |
| Участники                                                                | Сев. Македония                                                           | 26                     |                        | 1                      |                        |                        |                        |                        |                        |                        |                        |                        |                        |                        |                        | 1                      |                        |                        | 7                      | 5                      |                        |                        |                        |
| Участники                                                                | Беларусь                                                                 | 105                    | 8                      | 5                      | 8                      | 3                      | 2                      | 7                      | 7                      | 7                      | 10                     | 4                      |                        | 5                      | 7                      | 3                      | 7                      | 4                      | 6                      |                        |                        |                        |                        |
| Участники                                                                | Армения                                                                  | 176                    | 10                     | 10                     | 12                     | 10                     | 6                      | 12                     | 10                     | 8                      | 12                     | 10                     | 12                     |                        | 8                      | 10                     | 10                     | 7                      | 10                     | 7                      |                        |                        |                        |
| Участники                                                                | Украина                                                                  | 38                     | 2                      |                        | 3                      |                        | 5                      |                        | 3                      | 1                      | 4                      |                        | 6                      |                        |                        |                        |                        |                        | 2                      |                        |                        |                        |                        |
| Участники                                                                | Болгария                                                                 | 62                     |                        |                        | 1                      | 1                      | 8                      | 5                      |                        | 12                     |                        | 6                      |                        |                        | 3                      |                        |                        | 8                      |                        | 6                      |                        |                        |                        |
| Участники                                                                | Сан-Марино                                                               | 36                     |                        |                        |                        |                        |                        |                        |                        |                        | 7                      |                        | 3                      | 2                      | 12                     |                        |                        |                        |                        |                        |                        |                        |                        |
| Участники                                                                | Мальта                                                                   | 185                    | 12                     | 12                     | 10                     | 12                     | 10                     | 10                     | 12                     | 10                     | 6                      | 5                      | 10                     | 12                     | 6                      | 12                     | 12                     |                        | 12                     | 10                     |                        |                        |                        |
| Участники                                                                | Албания                                                                  | 93                     | 3                      | 4                      | 4                      | 8                      | 12                     | 1                      | 8                      | 5                      |                        | 7                      | 2                      | 6                      | 1                      | 6                      | 4                      | 2                      |                        | 8                      |                        |                        |                        |
| Участники                                                                | Черногория                                                               | 36                     |                        | 8                      |                        | 2                      |                        |                        |                        |                        |                        | 8                      |                        |                        |                        |                        |                        | 5                      | 1                      |                        |                        |                        |                        |
| Все страны автоматически получили по 12 баллов                           |                                                                          |                        |                        |                        |                        |                        |                        |                        |                        |                        |                        |                        |                        |                        |                        |                        |                        |                        |                        |                        |                        |                        |                        |

### Количество высших оценок
| Кол-во | Получившая страна | Голосовавшая страна                                                               |
| ------ | ----------------- | --------------------------------------------------------------------------------- |
| 8      | Мальта            | Детское жюри, Австралия, Албания, Армения, Болгария, Сан-Марино, Сербия, Словения |
| 4      | Армения           | Беларусь, Грузия, Нидерланды, Россия                                              |
| 2      | Сербия            | Северная Македония, Черногория                                                    |
| 1      | Албания           | Италия                                                                            |
| 1      | Болгария          | Ирландия                                                                          |
| 1      | Италия            | Мальта                                                                            |
| 1      | Сан-Марино        | Украина                                                                           |

| |  |  |
| Слева направо: Дестини Чукуньере, победительница конкурса песни «Детское Евровидение 2015» (Мальта); Мика, занявший второе место (Армения); Лина Кудузович, занявшая третье место (Словения) |  |  |

## Национальные отборы
Открытые национальные отборы (с использованием телеголосования) были обязательны для всех стран-участниц, однако с 2014 года было убрано условие об обязательности проведения открытых национальный отборов, и в связи с этим многие страны перешли на внутренние отборы.
Свои открытые отборы проводят следующие страны:
| Страна             | Дата (2015 г.) | Отбор                                 | Вещатель | Информация |
| ------------------ | -------------- | ------------------------------------- | -------- | --- |
| Австралия          | 9 октября      | Внутренний                            | SBS      | 7 октября 2015 года австралийская вещательная компания SBS подтвердили участие. 9 октября 2015 года было объявлено имя участника. Страну южного полушария представит Белла Пейдж. |
| Албания            | 27 мая         | Festivali i 51-të I Kënges për Fëmije | RTSH     | 7 мая 2015 года албанский национальный вещатель объявил о национальном отборе. На 26 мая намечен полуфинал, а на 27 мая — финал. В финале выиграла Мишела Рапо с песней «Dambaje». |
| Армения            | 14 июля        | Внутренний                            | ОТА      | 14 июля Общественное телевидение Армении объявил имя участника — Микаэль Варосян. Он исполнит песню «Love» и выступил под именем Мика. |
| Беларусь           | 21 августа     | Песня для Детского Евровидения-2015   | БТРК     | 14 мая 2015 года белорусский вещатель БТРК объявил о начале приёма заявок на национальный отбор конкурса. Последний день приема заявок — 15 июня. По итогам отборочного тура профессиональное жюри определило конкурсантов для участие в финале. Финал проведён 21 августа в форме гала-концерта. 29 июля 2015 года белорусский вещатель БТРК объявил 10 финалистов национального отбора. В финале выиграл Руслан Асланов. |
| Болгария           | 6 сентября     | Шоуто на Слави                        | БНТ      | Приём заявок продлится с 3 по 23 июля. Желающие представить Болгарию на конкурсе этого года могут отправить аудио- и видеозапись своего выступления, затем профессиональное жюри отобрало лучшие выступления. В финале отбора каждый финалист исполнил свою песню в эфире «Шоуто на Слави». Победителями стали 12-летние Габриела Йорданова и Иван Стоянов. |
| Грузия             | 15 августа     | Внутренний                            | GPB      | 15 августа грузинская телекомпания объявил имена четырёх участников нынешнего конкурса. Ими стали Елена, Лизи, Тако и Дата. 25 сентября официально объявили названия квартета — «Virus». |
| Ирландия           | 8 ноября       | Национальный                          | TG4      | К началу июля 2015 года число возможных претендентов — 50. К конце месяца их число сокращено до 30 с помощью профессионального жюри. Начиная с 11 октября 2015 года стартовал отборочный тур песен и участников. 8 ноября 2015 года прошел финал национального отбора, где дебютантом своей страны стала Эйми Бэнкс. |
| Италия             | 12 сентября    | Ti Lascio Una Canzone                 | RAI      | 25 июня 2015 года итальянская телерадиокомпания RAI подтвердил участие в конкурсе. 12 сентября в эфире телешоу «Ti lascio una canzone» прошёл отбор, победителем которого были названы Кьяра и Мартина Скарпари. Однако позже итальянская телерадиокомпания RAI решили повторно запустить шоу, так как выяснилось, что технические неполадки могли повлиять на результат голосования. 19 сентября по результатам повторного голосования сёстры Скарпари вновь стали первыми, набрав 67,39 % голосов телезрителей.                                                                                               |
| Северная Македония | 18 сентября    | Внутренний                            | MRT      | Начался прием заявок для прослушивание, которое прошло 6 сентября. Участники должны исполнить композицию по своему выбору, а также можно исполнить песню из прошлых участников. Телерадиокомпания Республики Македонии MRT официально представил участников Ивана Петковска и Магдалена Алекзовска. Песня презентована в начале октября и называется «Pletenka». |
| Мальта             | 11 июля        | Malta Junior Eurovision Song Contest  | PBS      | 29 мая 2015 года мальтийская вещательная компания PBS объявил о приеме заявок для участие в национальном отборе. Финал отбора — 11 июля. Последние два года страна выбирала участника внутренним отбором. 29 июля 2015 года стали известны имена 20 финалистов национального отбора Мальты. Финал состоялся 11 июля. Победителем стала Дестини Чукуньере |
| Нидерланды         | 3 октября      | Junior Songfestival 2015              | AVROTROS | 2 апреля 2015 года голландская вещательная компания AVROTROS объявила восьмерых финалистов национального отбора. Финал отбора состоялся 3 октября, полуфиналы — 19 и 26 сентября. Нидерланды представит Шалиса с песней «Million lights». |
| Россия             | 25 сентября    | Национальный                          | ВГТРК    | С 1 августа начался приём заявок на телеканале «Карусель», который продлился до 10 сентября. Отбор проходил в несколько этапов: на первом профессиональное жюри из присланных заявок выбрала 30 полуфиналистов, затем прошёл закрытый полуфинал, на котором из 30 исполнителей было выбрано 18. После этого 21 сентября на сайте телеканала «Карусель» было открыто интернет-голосование. А 25 сентября в ГЦКЗ «Россия» прошёл финальный гала-концерт, по результатам которого свои оценки конкурсантам выставило жюри. По сумме баллов от интернет-голосования и жюри победил Михаил Смирнов с песней «Мечта». |
| Сан-Марино         | 28 октября     | Внутренний                            | SMRTV    | 27 сентября Исполнительный супервайзер конкурса Владислав Яковлев официально подтвердил участие страны в конкурсе. 28 октября 2015 года Сан-Маринское телерадиокомпания SMRTV объявил имя участника. Им стала Камилла Исмаилова. |
| Сербия             | 22 сентября    | Внутренний                            | RTS      | 20 августа 2015 года телерадиокомпания Сербии RTS подтвердил участие в конкурсе. Каким способом будет выбран участник и песня до сих пор не объявлено. 22 сентября 2015 года Сербская телерадиокомпания RTS внутренним отбором выбрал своего участника — Лена Стаменкович. |
| Словения           | 4 октября      | Mini EMA                              | RTVSLO   | Прием заявок на «Mini EMA» будет продолжаться до 31 августа. Из присланных заявок жюри выберет шесть исполнителей, которые примут участие в двух полуфиналах отбора. Из каждого полуфинала выйдет по одному исполнителю. В финале выступят два участника. Победитель будет определён путём зрительского голосования. Победитель «Mini EMA» представит Словению на международном финале в Софии . Победила Лина Кудузович. |
| Украина            | 22 августа     | Дитяче Євробачення-2015               | НТКУ     | 10 июня 2015 года украинский вещатель «Перший Національний» начал приём заявок на участие в Детском Евровидении-2015. 25 июля прошёл полуфинал, на котором было отобрано 14 финалистов. Финал отбора состоялся 22 августа. Победителем стала 14-летняя Анна Тринчер. |
| Черногория         | 1 июля         | Внутренний                            | RTCG     | Черногорская телекомпания внутренним отбором выбрала 15-летнюю Яна Миркович. |

## Международное голосование и телетрансляция

### Глашатаи
Порядок оглашения голосов каждой страны соответствует порядку выступления, за небольшим исключением — голосование начнется с детского жюри.
- Детское жюри — Крисия Тодорова (участница Детского Евровидения 2014)
- Сербия — Дуня Джеличик[70]
- Грузия — Lizi Pop (участница Детского Евровидения 2014)[71]
- Словения — Никола Петек[70]
- Италия — Винченцо Кантьелло (победитель Детского Евровидения 2014)[72]
- Нидерланды — Юлия ван Берген (участница Детского Евровидения 2014)[73]
- Австралия — Элли Блэквелл[74]
- Ирландия — Анна Бэнкс[70]
- Россия — София Долганова[75]
- Северная Македония — Александрия Халиопски[70]
- Беларусь — Валерия Дробышевская[76]
- Армения — Бетти (участница Детского Евровидения 2014)[73]
- Украина — София Куценко (участница Детского Евровидения 2014)[77]
- Болгария — Владимир Петков[70]
- Сан-Марино — Арианна Уливи (участница Детского Евровидения 2014)[78]
- Мальта — Федерика Фальцон (участница Детского Евровидения 2014)[79]
- Албания — Майда Бейзаде[70]
- Черногория — Лейла Вулич (участница Детского Евровидения 2014)[80]

### Комментаторы
Для того, чтобы иметь возможность представлять участников и, при необходимости, предоставлять информацию о голосовании, многие страны отправят комментаторов в Болгарию, а некоторые будут комментировать из своей страны. В том числе конкурс будет транслироваться на официальном канале YouTube и официальном сайте.

#### Участвующие страны
- Австралия — Эш Лондон (англ. Ash London) и Тоби Траслоув (англ. Toby Truslove)[74]
- Албания — Андри Джаху (алб. Andri Xhahu)
- Армения — Авет Барсегян (армян. Ավետ Բարսեղյան)[83]
- Беларусь — Анатолий Липецкий (бел. Анатоль Ліпецкі)[84]
- Болгария — Елена Росберг (бол. Елена Розберг) и Георгий Кушвалиев (бол. Георги Кушвалиев)
- Грузия — Тута Чхеидзе (гр. თუთა ჩხეიძე)[85]
- Италия — Симон Лиджои (ит. Simone Lijoi)[86]
- Ирландия — Стивен Фаррелл (ирланд. Stiofán Ó Fearail) и Кэтлин Маги (ирланд. Caitlín Nic Aoidh)[87]
- Мальта — Корасон Мицци (мальт. Corazon Mizzi)[88]
- Нидерланды — Ян Смит (нидер. Jan Smit)
- Россия — Ольга Шелест
- Сан-Марино — Лия Фиорио (ит. Lia Fiorio) и Жилберто Жаттеи (ит. Gilberto Gattei)[78]
- Сербия — Силвана Груич (серб. Силвана Грујић)[89]
- Словения — Андрей Хофер (слов. Andrej Hofer)[90]
- Украина — Тимур Мирошниченко (укр. Тимур Мірошниченко)
- Черногория — Дражен Баукович (чернор. Dražen Bauković) и Тамара Иванкович (чернор. Tamara Ivanković)

#### Не участвующие страны
- Великобритания,  Новая Зеландия,  Сингапур,  США — Эван Спенс (англ. Ewan Spence)[91]

### Телетрансляция

#### Участвующие страны
1. Австралия — SBS One
2. Албания — TVSH и Radio Tirana
3. Армения — Армения 1
4. Беларусь — Беларусь 1 и Беларусь 24
5. Болгария — БНТ 1, БНТ HD, БНТ World
6. Грузия — GBP 1 Channel
7. Ирландия — TG4
8. Италия — RAI Gulp
9. Северная Македония — MRT 1
10. Мальта — TVM
11. Нидерланды — NPO 3
12. Россия — Карусель
13. Сан-Марино — SMRTV
14. Сербия — RTS 2
15. Словения — TV SLO 1
16. Украина — UA:Перший
17. Черногория — TVCG 2

#### Не участвующие страны
1. Англия — Cotswold FM и Fun Kids
2. Германия — NDR (официальный сайт)
3. Новая Зеландия — World FM
4. Сингапур — 247 Music Radio
5. США — WUSB
6. Уэльс — Oystermouth Radio
7. Шотландия — Radio Six International и Shore Radio

## Другие страны

### Дебют
- Австралия — первоначально официальный твиттер конкурса сообщил о приглашении Австралии к участию. 7 октября 2015 года участие подтвердил исполнительный супервайзер Владислав Яковлев.
- Ирландия — 2 июля 2014 года ирландский канал TG4 объявил, что страна всерьёз рассматривала возможность участия в этом году на конкурсе. Однако из-за отказа Ирландской Вещательной Корпорации (BAI) в предоставлении средств для участия в конкурсе дебют Ирландии на Детском Евровидении 2014 года не состоялся[92]. Тем не менее в марте 2015 было объявлено, что страна всё же в этом году дебютирует в конкурсе[93].

### Возвращение
- Албания — 13 марта албанский национальный вещатель RTSH подтвердил, что Албания вернётся на конкурс в 2015 году[46]
- Северная Македония — Стало известно, что страна выступит на Детском Евровидении 2015 в Софии после годичного перерыва. Об этом в своем твиттере написал супервайзер конкурса Владислав Яковлев[32].

### Отказ
- Австрия — 10 января австрийский вещатель ORF сообщил, что Австрия не дебютирует в конкурсе 2015 года[94].
- Бельгия — 23 июня бельгийский вещатель Ketnet сообщил, что страна не вернётся на конкурс, который пройдёт в Софии[95].
- Великобритания — 17 марта британский вещатель ITV сообщил, что страна не вернётся на конкурс 2015 года[96].
- Кипр — Вещательная телекомпания CyBC заявила о неимении средств для участия в конкурсе[97].
- Латвия — 16 марта латвийский вещатель LTV сообщил, что страна не вернётся на конкурс 2015 года[98].
- Румыния — румынский вещатель TVR 2 августа 2014 года объявил, что страна не вернется на конкурс в 2014 году, но имеет отличную возможность, чтобы вернуться в 2015[99][100][101]. Но 4 июня 2015 года румынский вещатель TVR подтвердил не заинтересованность в конкурсе.
- Франция — 24 июня французский вещатель France 2 сообщил порталу Eurovoix.com, что страна не имеет намерений вернуться на конкурс в 2015 году[102].
- Хорватия — 23 июня хорватский вещатель HRT сообщил порталу Eurovoix.com, что страна пропустит в этом году конкурс в Болгарии[103].
- Чехия — 19 марта чешский вещатель ČT сообщил, что страна не дебютирует на конкурсе 2015 года[104].
- Швеция — 29 июня шведский вещатель SVT сообщил, что страна не заинтересована в продолжении участия[105].
- Эстония — 29 июля объявили, что Эстония не будет дебютировать в этом году[106].

## Связанные события

### Пресс-голосование
| Место | Страна    | Исполнитель       | Песня          | Очки |
| ----- | --------- | ----------------- | -------------- | ---- |
| 1     | Мальта    | Дестини Чукуньере | «Not My Soul»  | 759  |
| 2     | Австралия | Белла Пейдж       | «My Girls»     | 642  |
| 3     | Армения   | Мика              | «Love»         | 543  |
| 4     | Россия    | Михаил Смирнов    | «Мечта»        | 520  |
| 5     | Сербия    | Лена Стаменкович  | «Ленина Песма» | 499  |

## Галерея

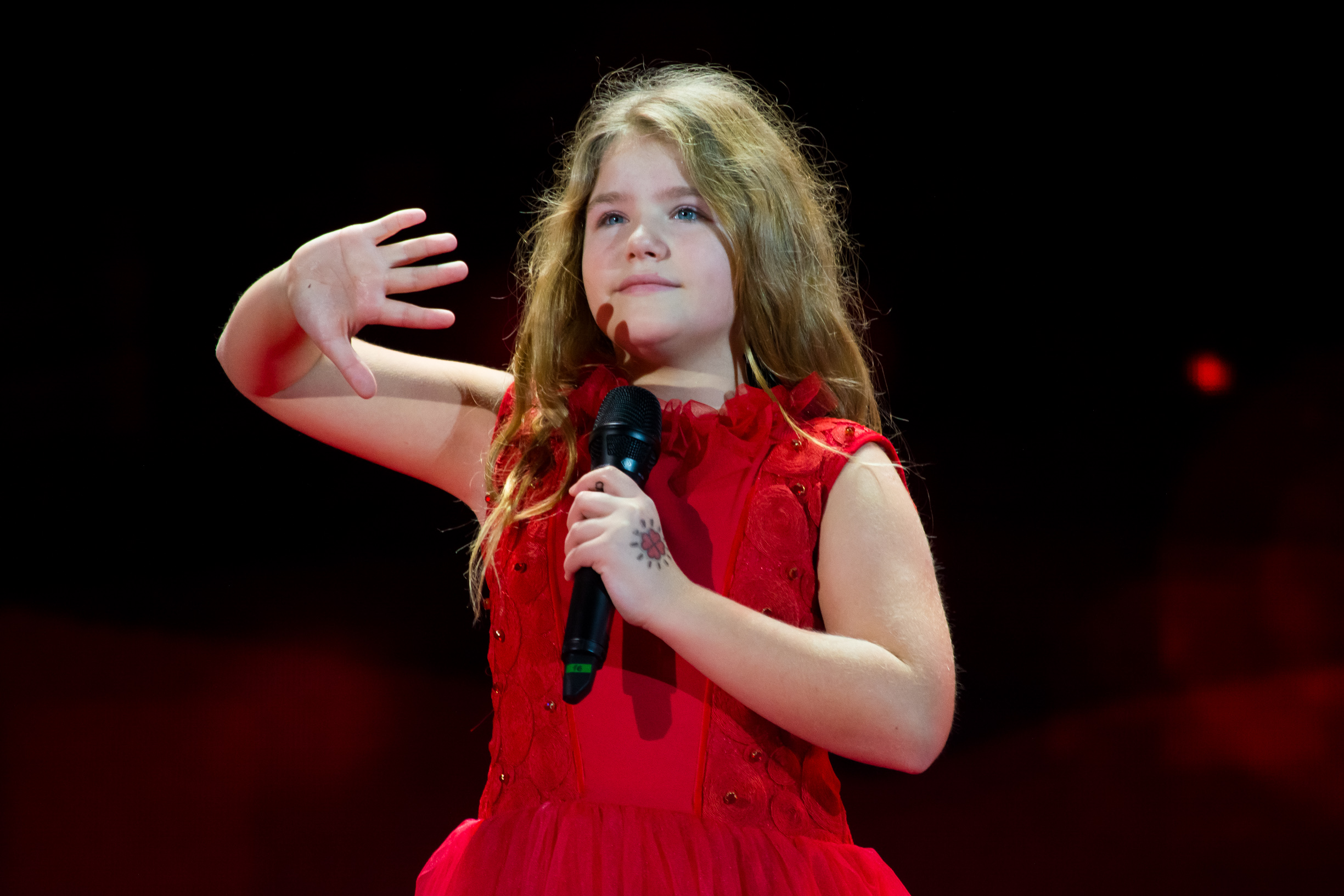
1.  Лена Стаменкович
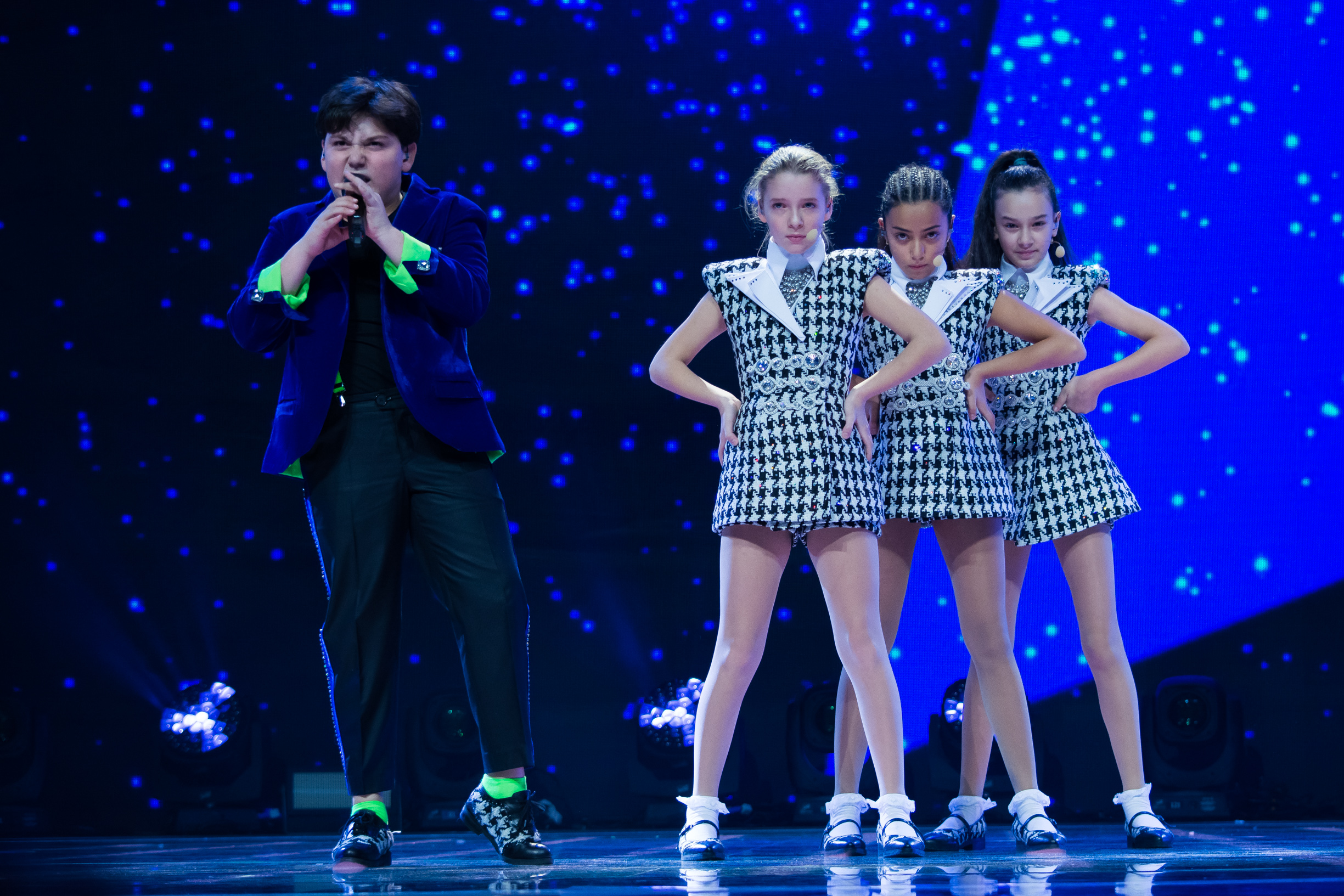
2.  «Virus»
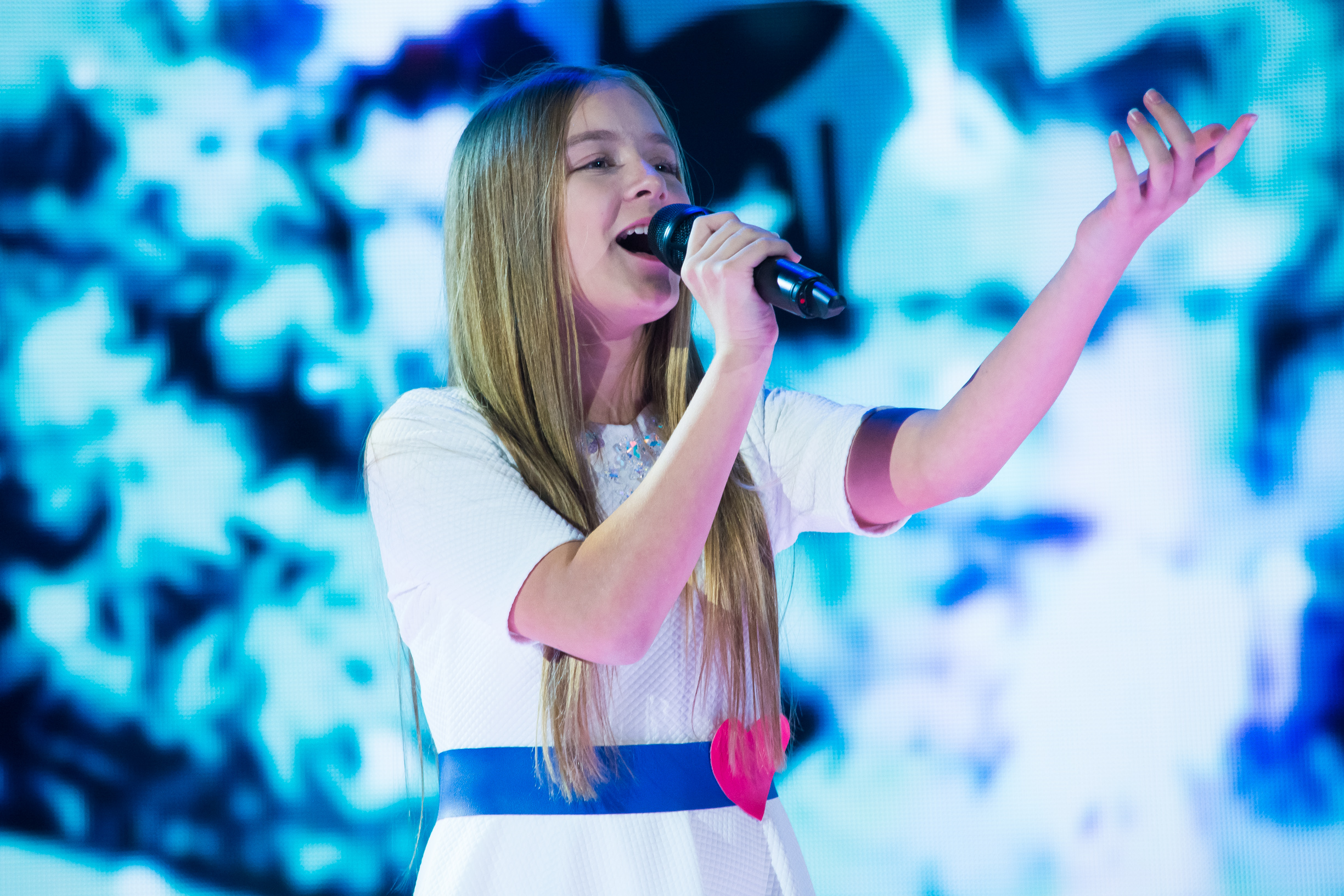
3.  Лина Кудузович
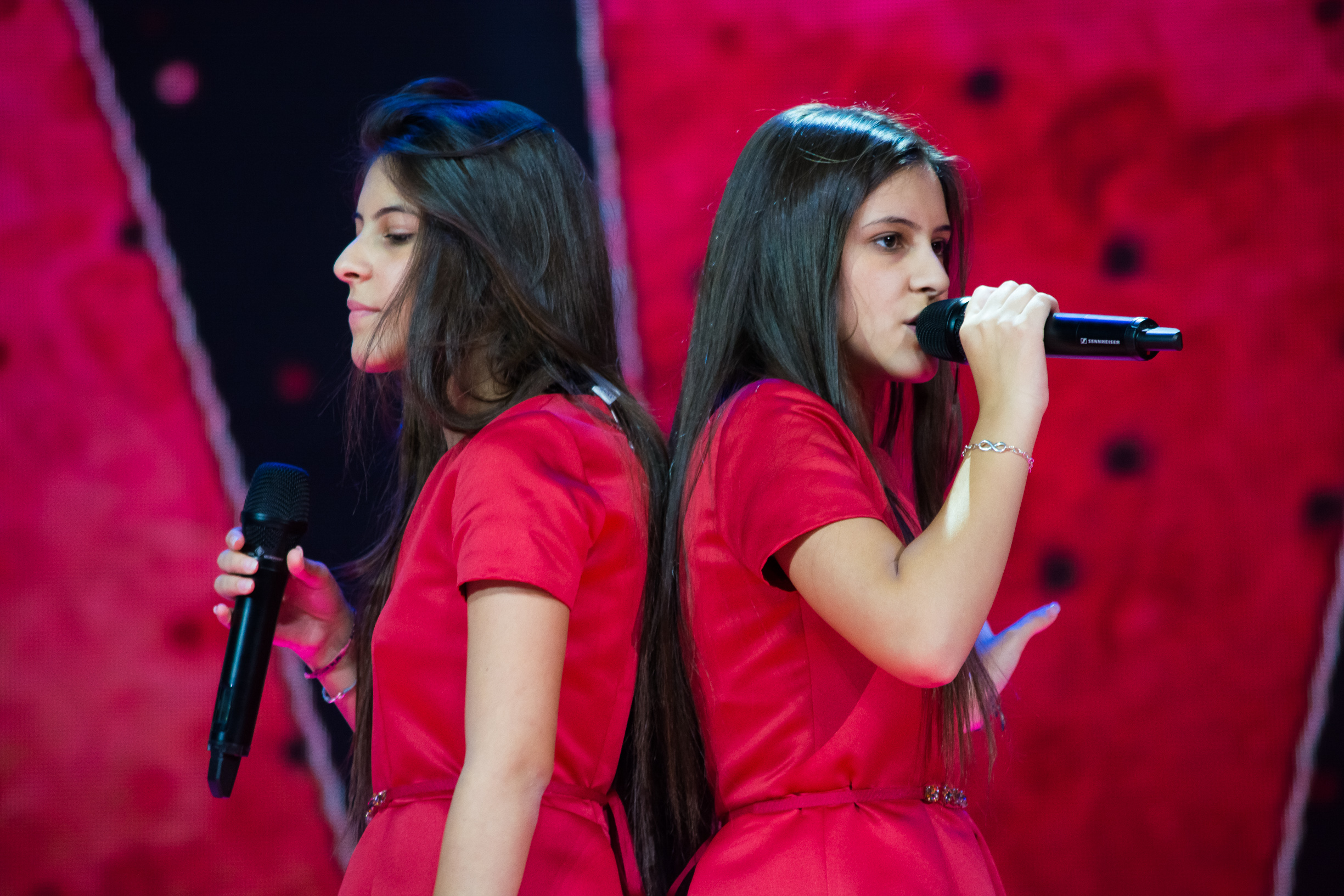
4.  Кьяра и Мартина Скарпари
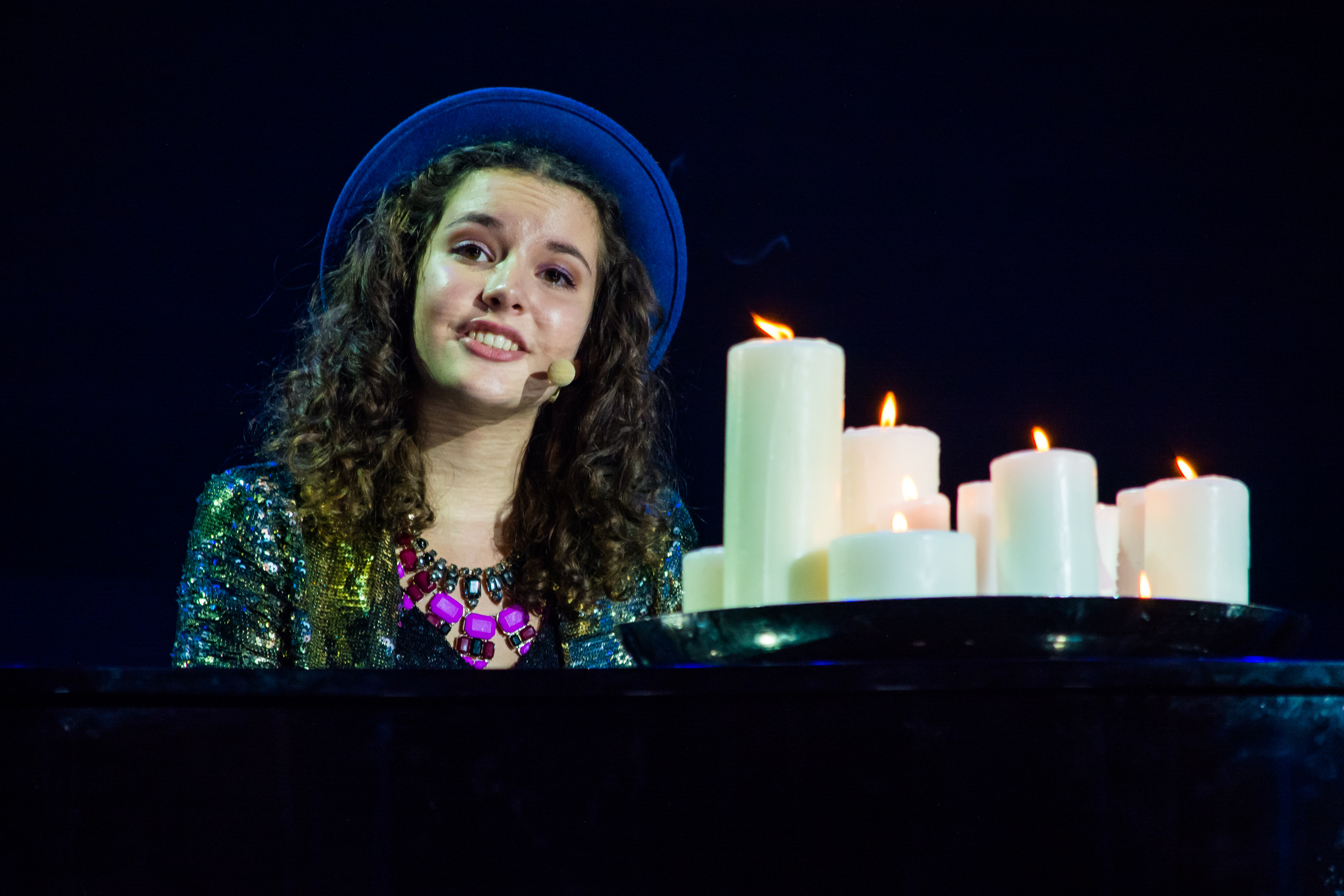
5.  Шалиса
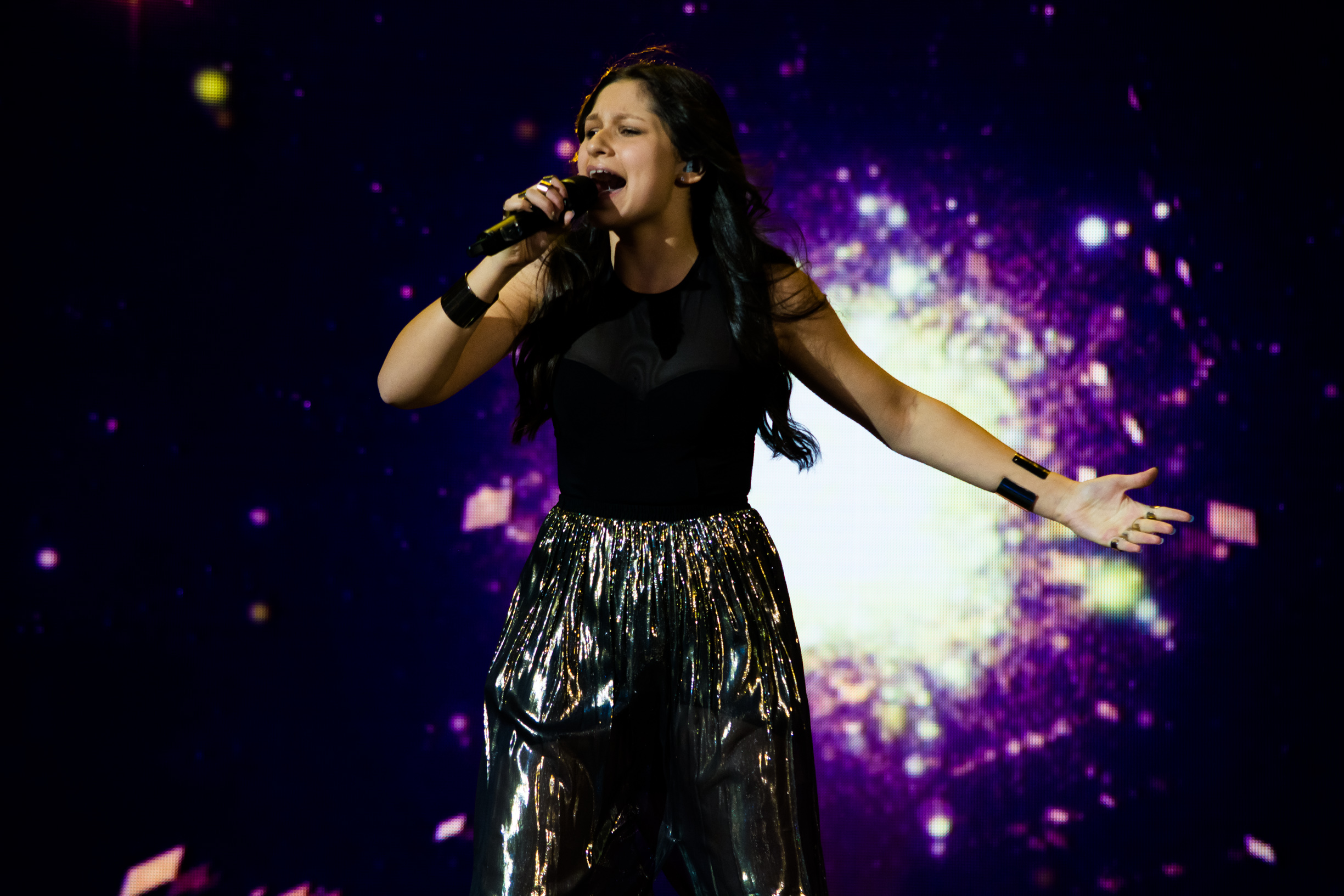
6.  Белла Пейдж
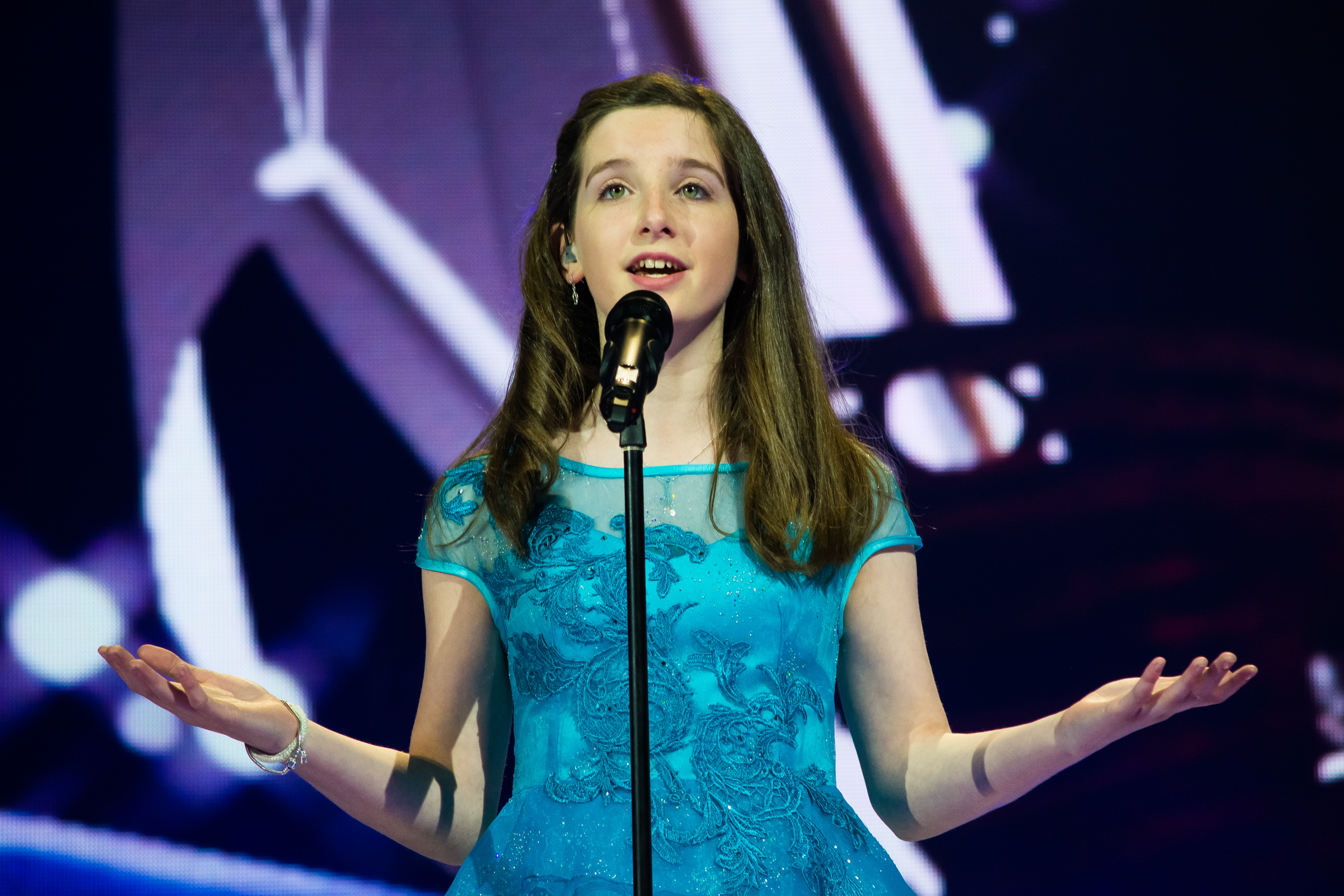
7.  Эйми Бэнкс
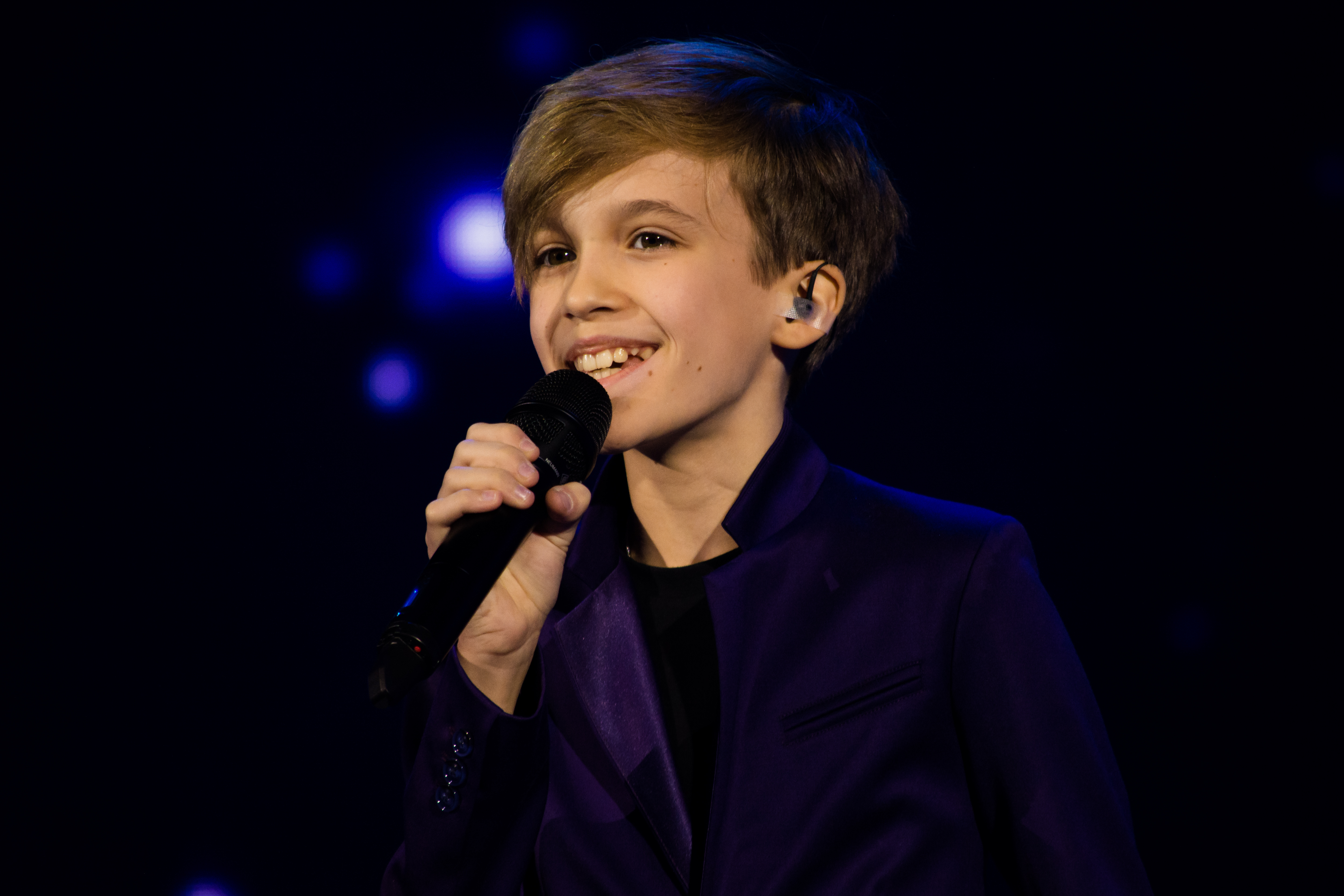
8.  Михаил Смирнов
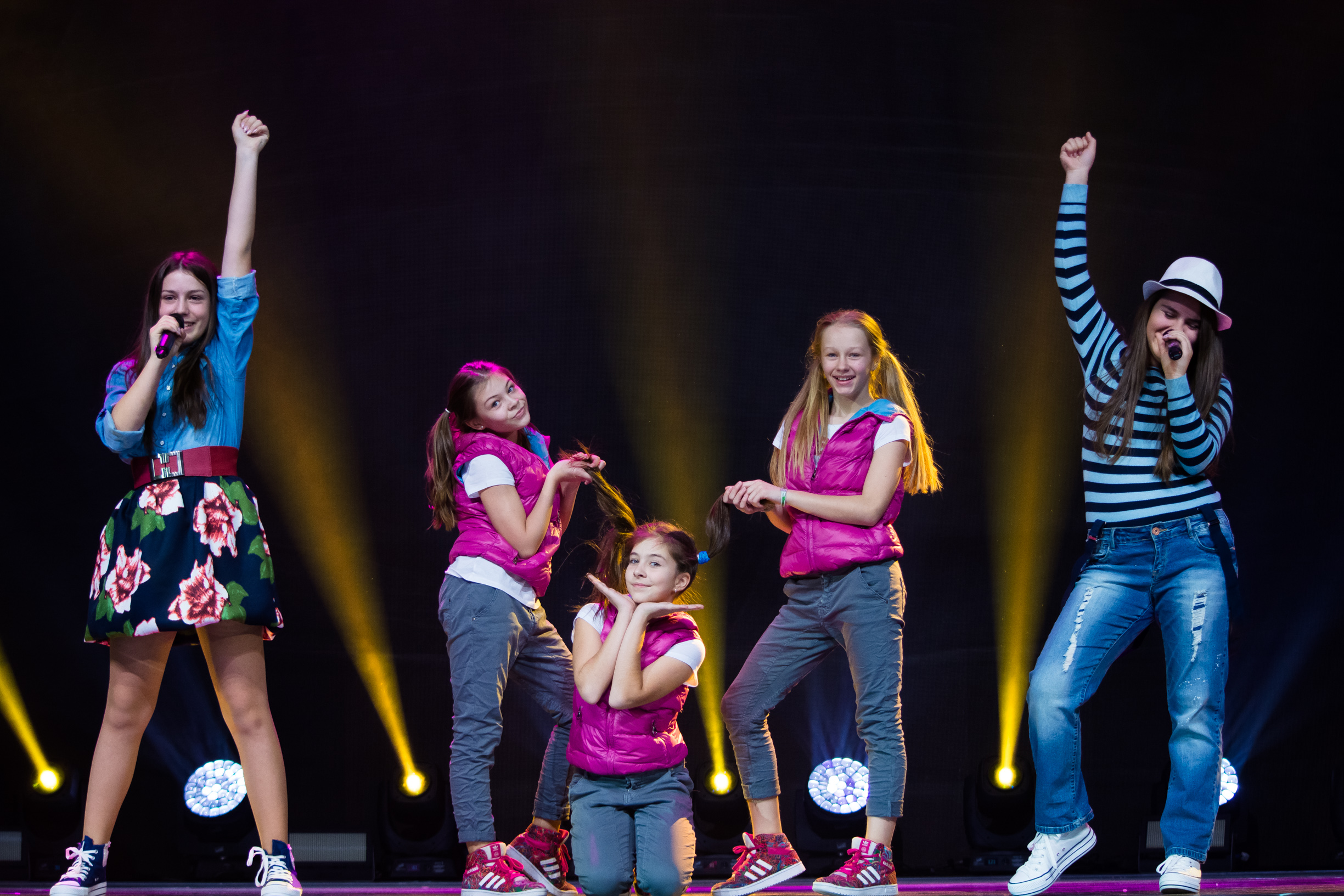
9.  Ивана и Магдалена
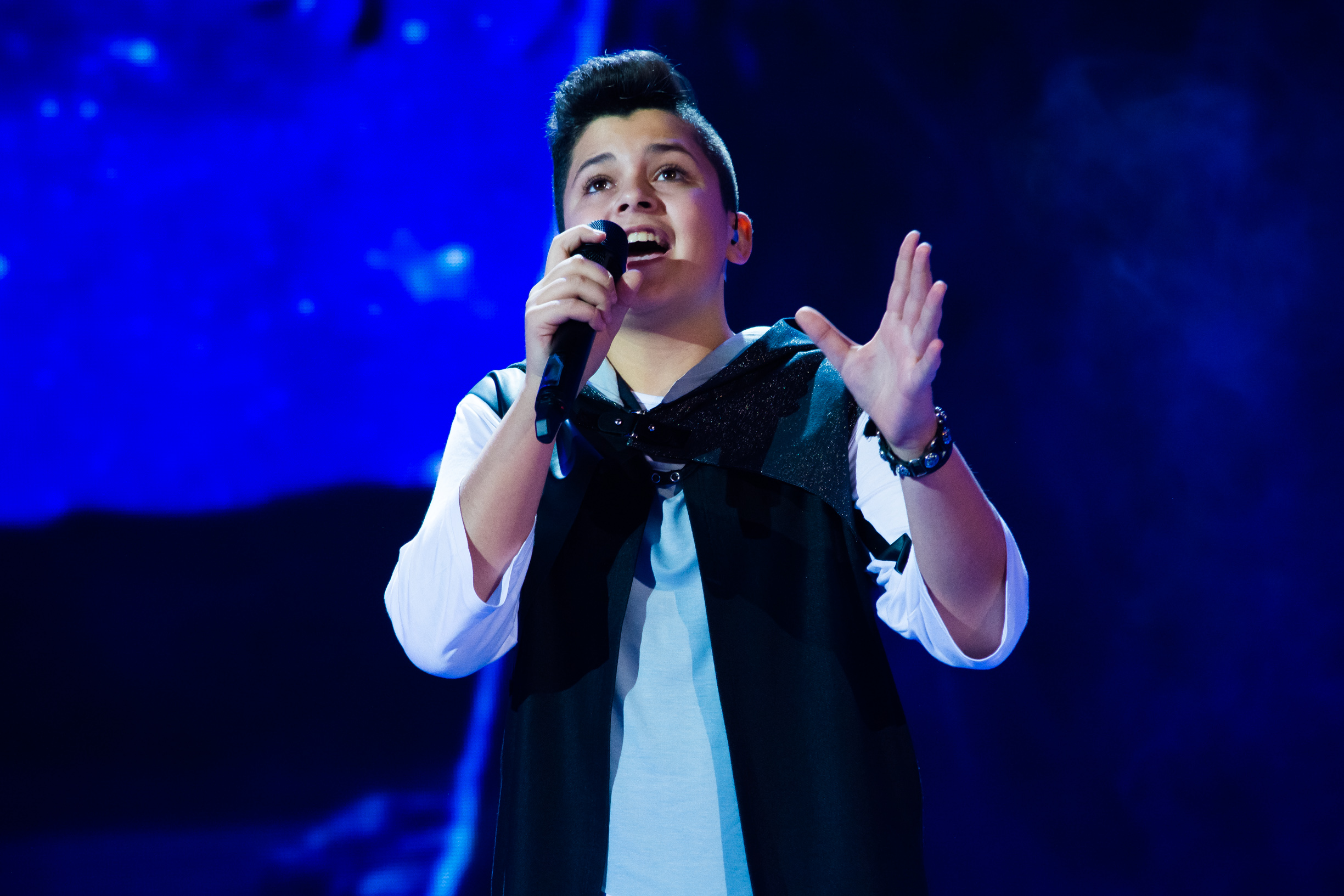
10.  Руслан Асланов
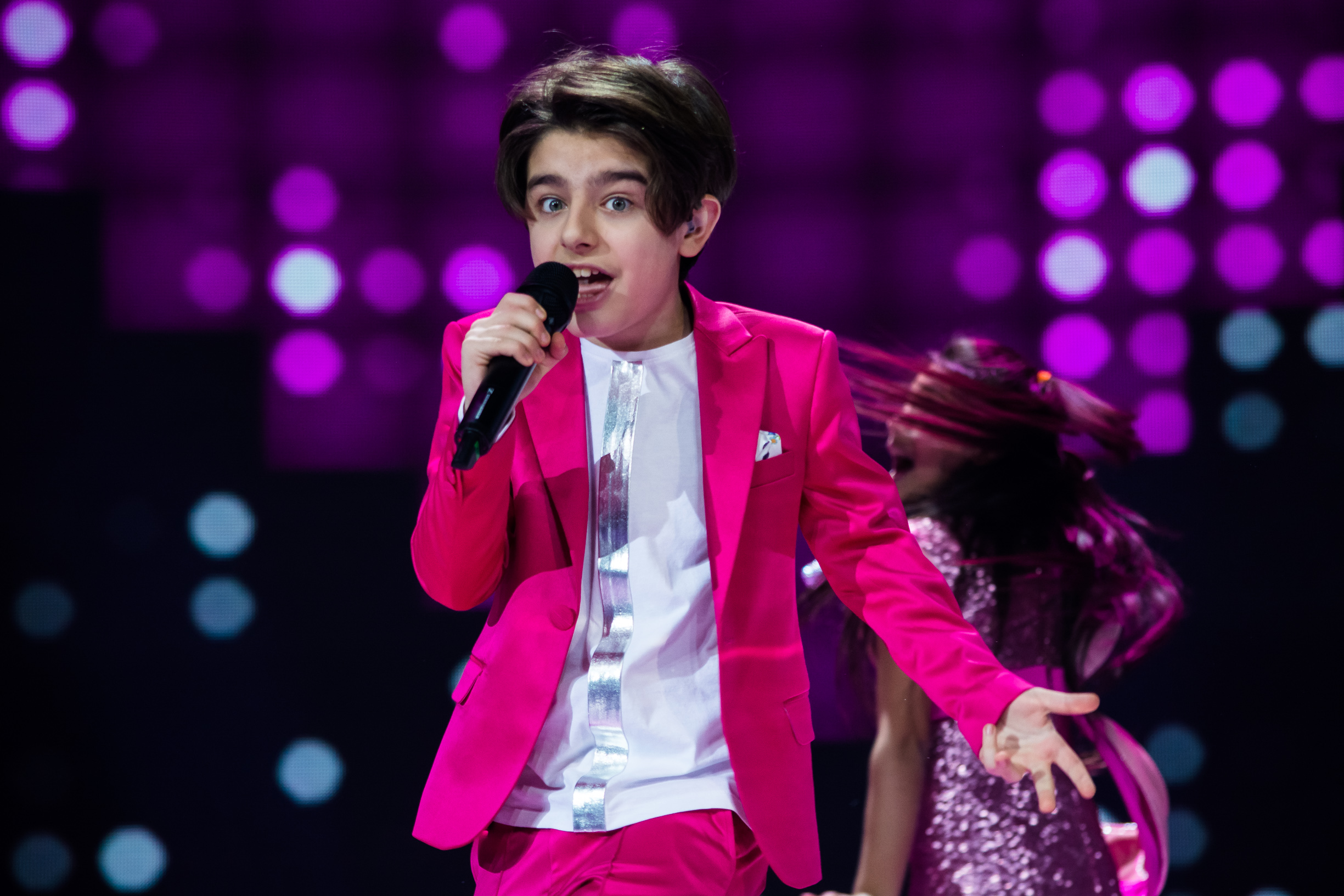
11.  Мика
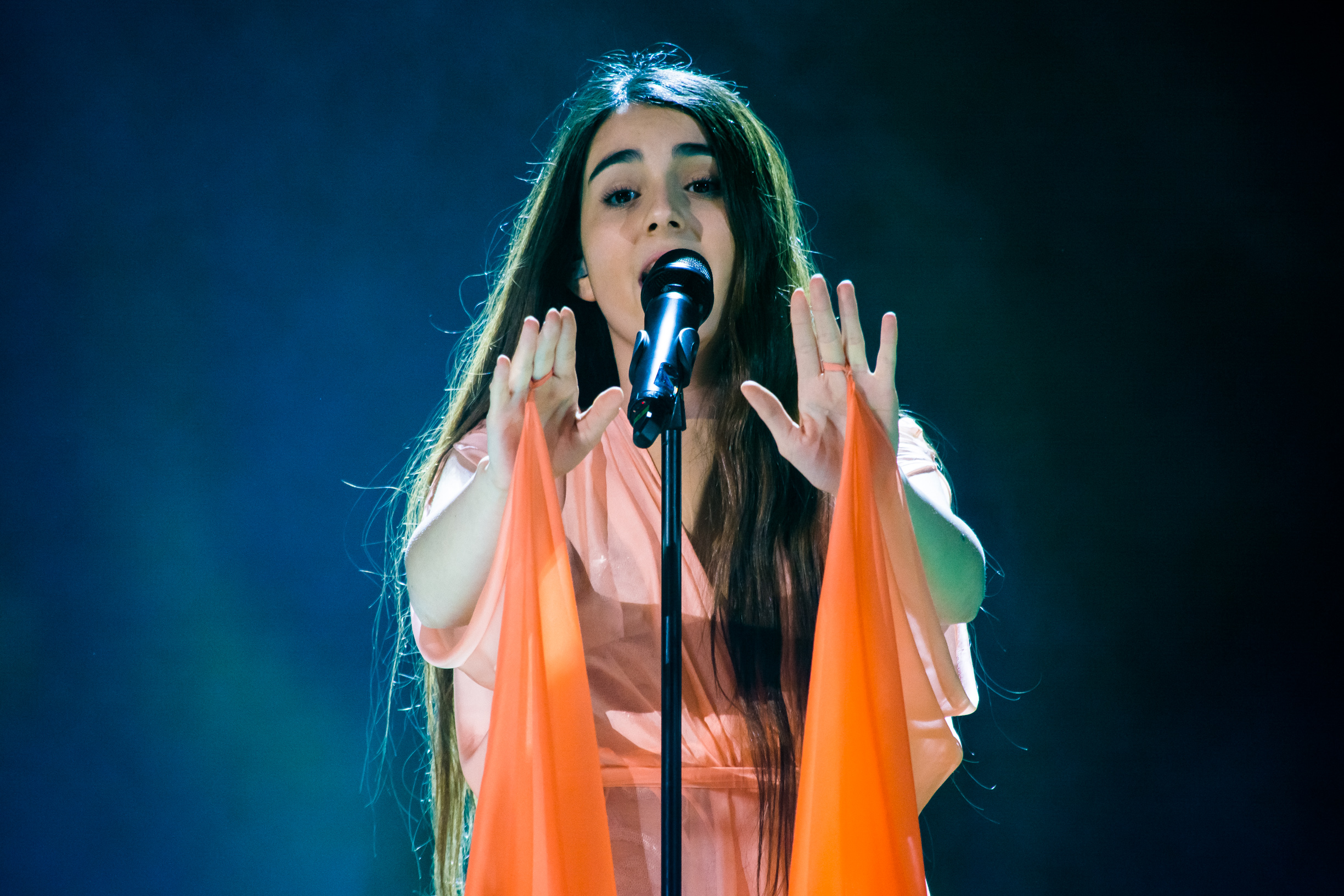
12.  Анна Тринчер
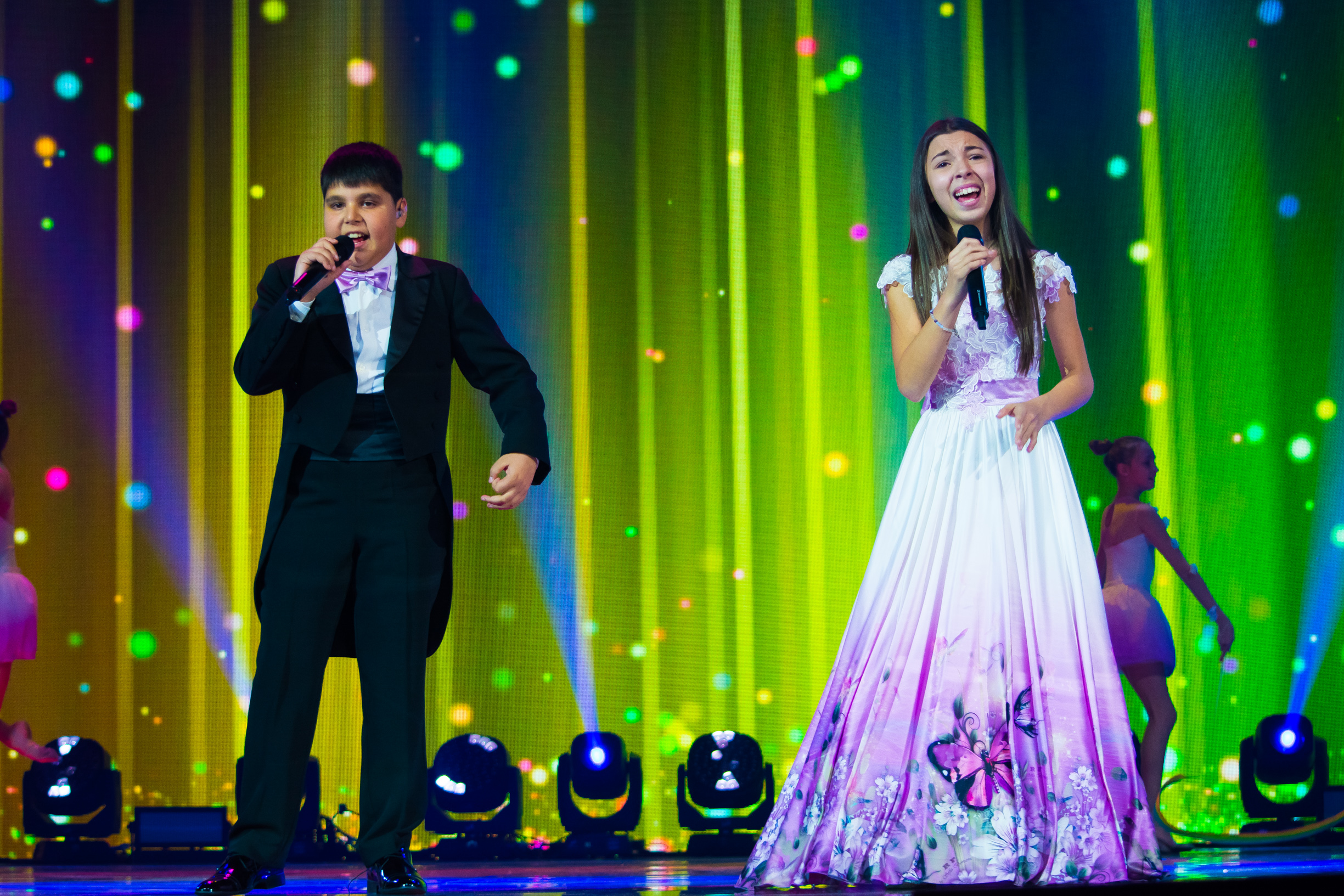
13.  Габриела Йорданова и Иван Стоянов
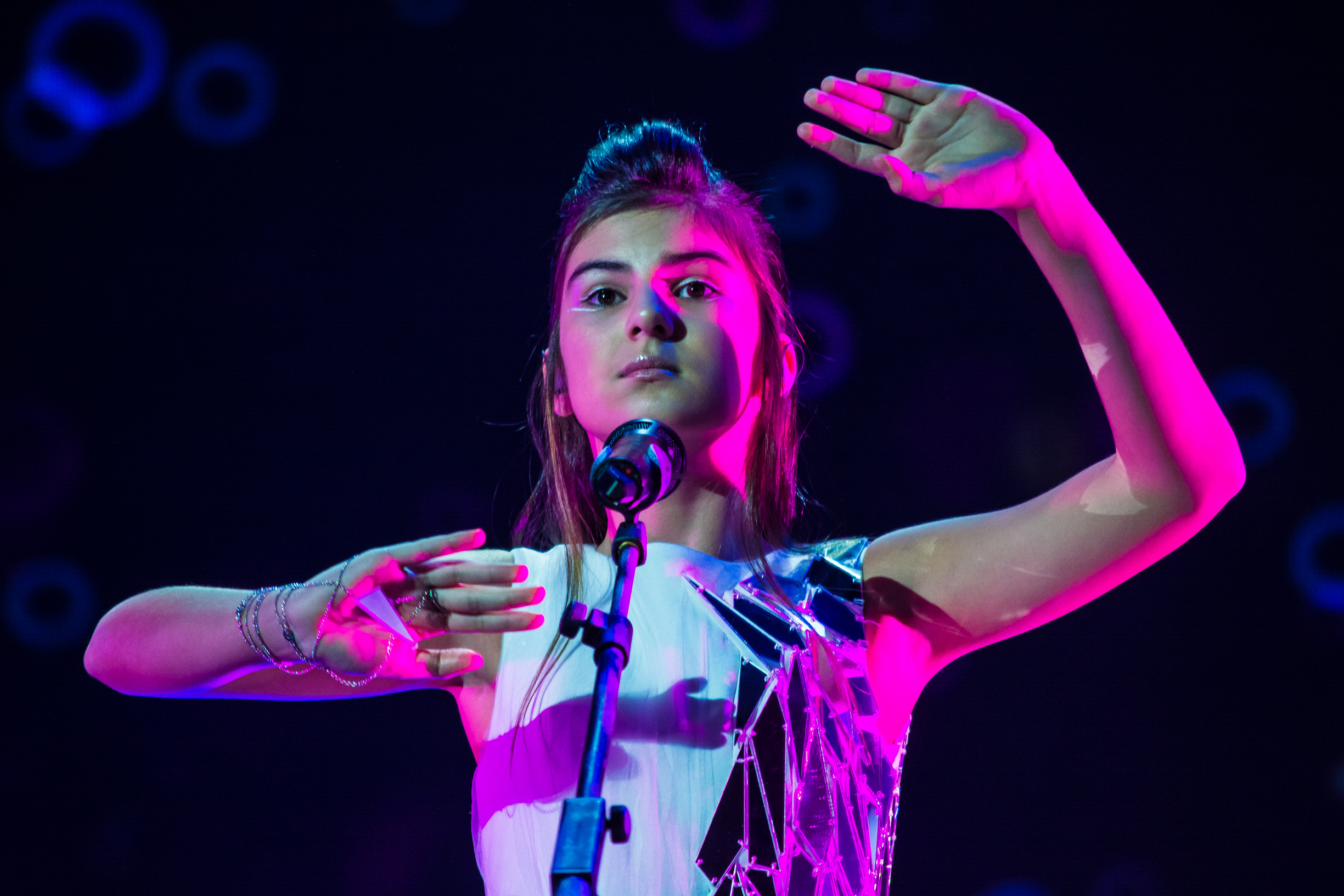
14.  Камилла Исмаилова
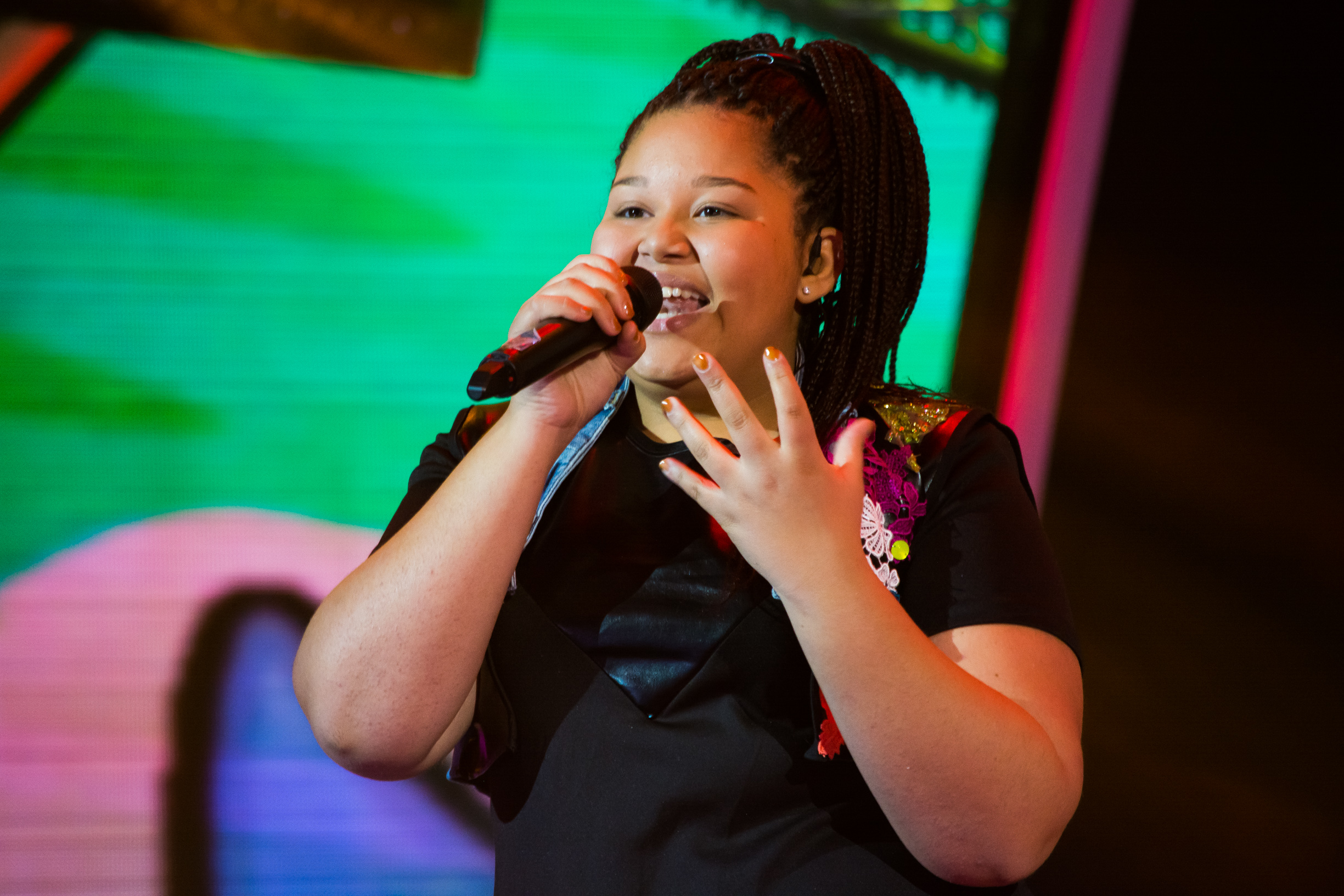
15.  Дестини Чукуньере
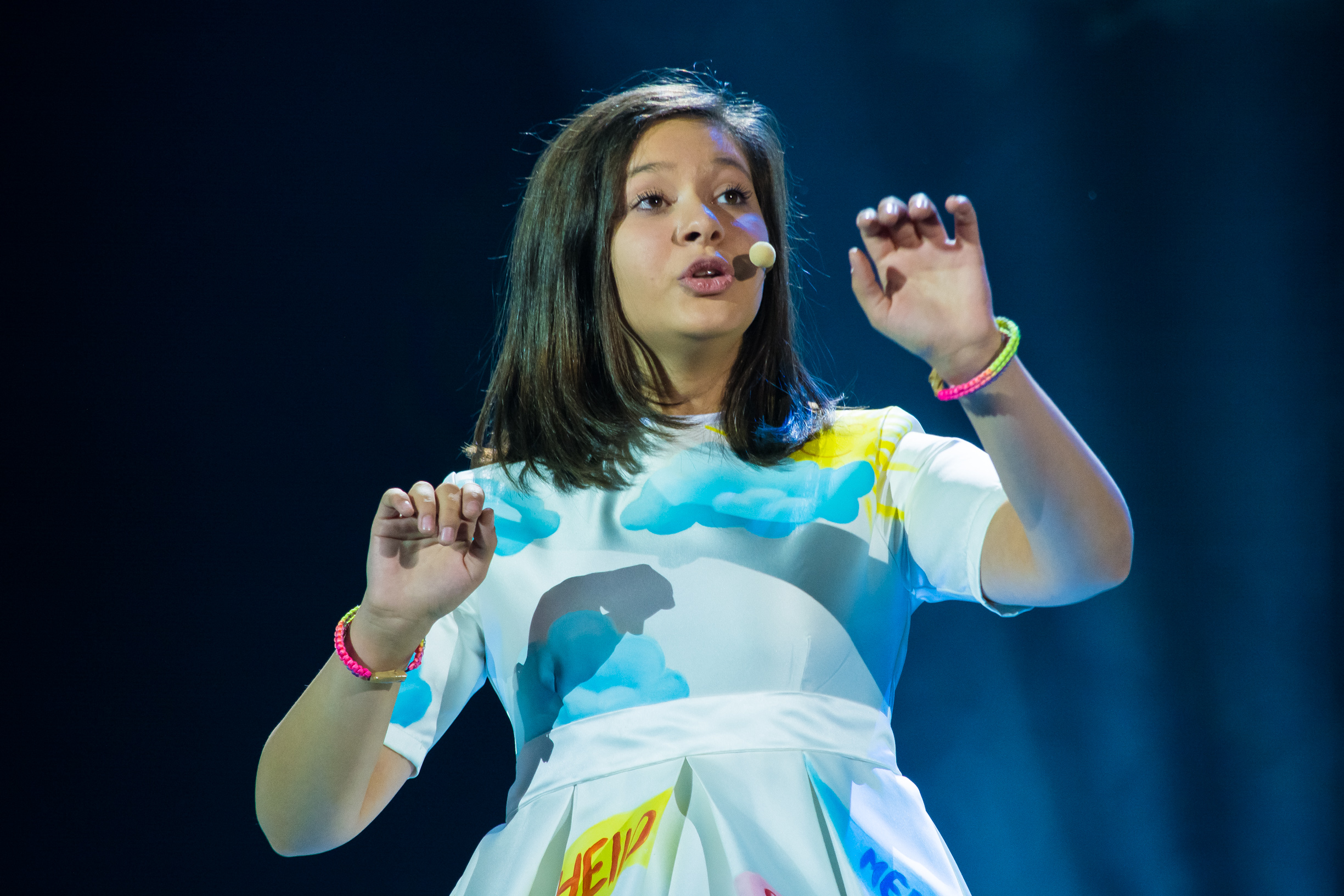
16.  Мишела Рапо
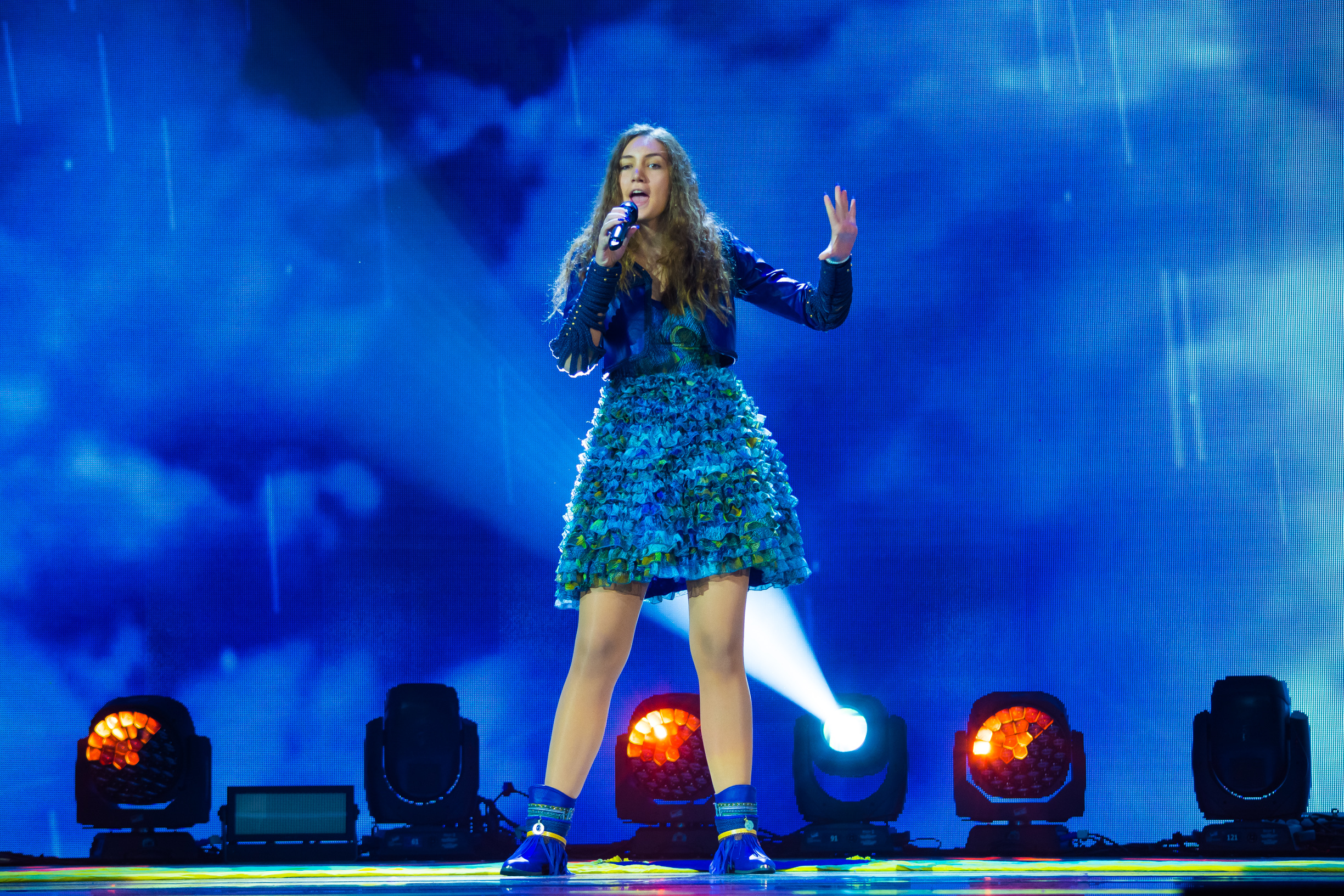
17.  Яна Миркович